# 乌什河
乌什河（法語：Ouche，法語發音：[uʃ]）是法國的河流，位於該國東部，屬於索恩河的右支流，河道全長95公里，發源自乌什河畔呂西尼，流經乌什河畔布利尼、乌什河畔拉比西耶尔、乌什河畔弗勒雷、乌什河畔沃拉尔、第戎、隆维和瓦朗日，河口處在舍诺沃。

## 外部連結
- http://www.geoportail.fr（页面存档备份，存于）
- The Ouche at the Sandre database